# René Verkerk
René Verkerk (Heerhugowaard, 23 november 1970) is een Nederlands diskjockey en programmamaker.

## Loopbaan
Sinds 1995 is Verkerk werkzaam bij Radio 10 als presentator en producer. Hij was onder meer sidekick in de ochtendshow van Tom Mulder en verving Mulder bij afwezigheid.
Van maart 2007 tot en met januari 2015 was Verkerk de vaste presentator van de ochtendshow. Eerst was hij te horen op werkdagen van 7.00 tot 11.00 uur en op zaterdag van 8.00 tot 12.00 uur.
Sinds eind september 2013 was de ochtendshow te horen op werkdagen van 6.00 tot 10.00 uur. Tevens ging Verkerk op zondag het programma Top 40 Gold presenteren tussen 16.00 en 19.00 uur.
Sinds februari 2015 presenteerde hij een weekendshow van 12.00 tot 16.00 uur. Doordat Robert Feller zijn programma naar het weekend verhuisde werd zijn programma een uur korter. Vanaf 2020 was zijn programma elke zaterdag en zondag 13:00 tot 16:00 uur te horen. Per september 2022 is hij elke maandag t/m donderdag vanaf 21:00 te horen. Ook was Verkerk invaller voor Rob van Someren bij Somertijd als Rob er niet is. Vanaf 15 november 2024 is hij ook elke vrijdagavond te horen op Radio 10 van 21:00 tot 00:00 uur.